# La Trinitat
La Trinitat est une commune française, située dans le département du Cantal en région Auvergne-Rhône-Alpes.
Ses habitants s'appellent les Miqualets.

## Géographie
Commune située dans le Massif central, en Aubrac, sur le Lebot

### Communes limitrophes
Les communes limitrophes sont  Argences en Aubrac, Jabrun, Laguiole et Saint-Urcize.

### Climat
Pour des articles plus généraux, voir Climat d'Auvergne-Rhône-Alpes et Climat du Cantal.
En 2010, le climat de la commune est de type climat de montagne, selon une étude du CNRS s'appuyant sur une série de données couvrant la période 1971-2000. En 2020, Météo-France publie une typologie des climats de la France métropolitaine dans laquelle la commune est exposée à un climat de montagne ou de marges de montagne et est dans la région climatique  Sud-est du Massif Central, caractérisée par une pluviométrie annuelle de 1 000 à 1 500 mm, minimale en été, maximale en automne. 
Pour la période 1971-2000, la température annuelle moyenne est de 7 °C, avec une amplitude thermique annuelle de 15,3 °C. Le cumul annuel moyen de précipitations est de 1 113 mm, avec 11,1 jours de précipitations en janvier et 7,7 jours en juillet. Pour la période 1991-2020, la température moyenne annuelle observée sur la station météorologique de Météo-France la plus proche, sur la commune de Deux-Verges à 9 km à vol d'oiseau, est de 7,9 °C et le cumul annuel moyen de précipitations est de 1 029,0 mm,. Pour l'avenir, les paramètres climatiques de la commune estimés pour 2050 selon différents scénarios d'émission de gaz à effet de serre sont consultables sur un site dédié publié par Météo-France en novembre 2022.

## Urbanisme

### Typologie
Au 1er janvier 2024, La Trinitat est catégorisée commune rurale à habitat très dispersé, selon la nouvelle grille communale de densité à 7 niveaux définie par l'Insee en 2022.
Elle est située hors unité urbaine et hors attraction des villes,.

### Occupation des sols
L'occupation des sols de la commune, telle qu'elle ressort de la base de données européenne d’occupation biophysique des sols Corine Land Cover (CLC), est marquée par l'importance des forêts et milieux semi-naturels (69,5 % en 2018), en diminution par rapport à 1990 (75,7 %). La répartition détaillée en 2018 est la suivante : 
milieux à végétation arbustive et/ou herbacée (53,8 %), prairies (24,3 %), forêts (15,7 %), zones agricoles hétérogènes (6,2 %). L'évolution de l’occupation des sols de la commune et de ses infrastructures peut être observée sur les différentes représentations cartographiques du territoire : la carte de Cassini (XVIIIe siècle), la carte d'état-major (1820-1866) et les cartes ou photos aériennes de l'IGN pour la période actuelle (1950 à aujourd'hui).

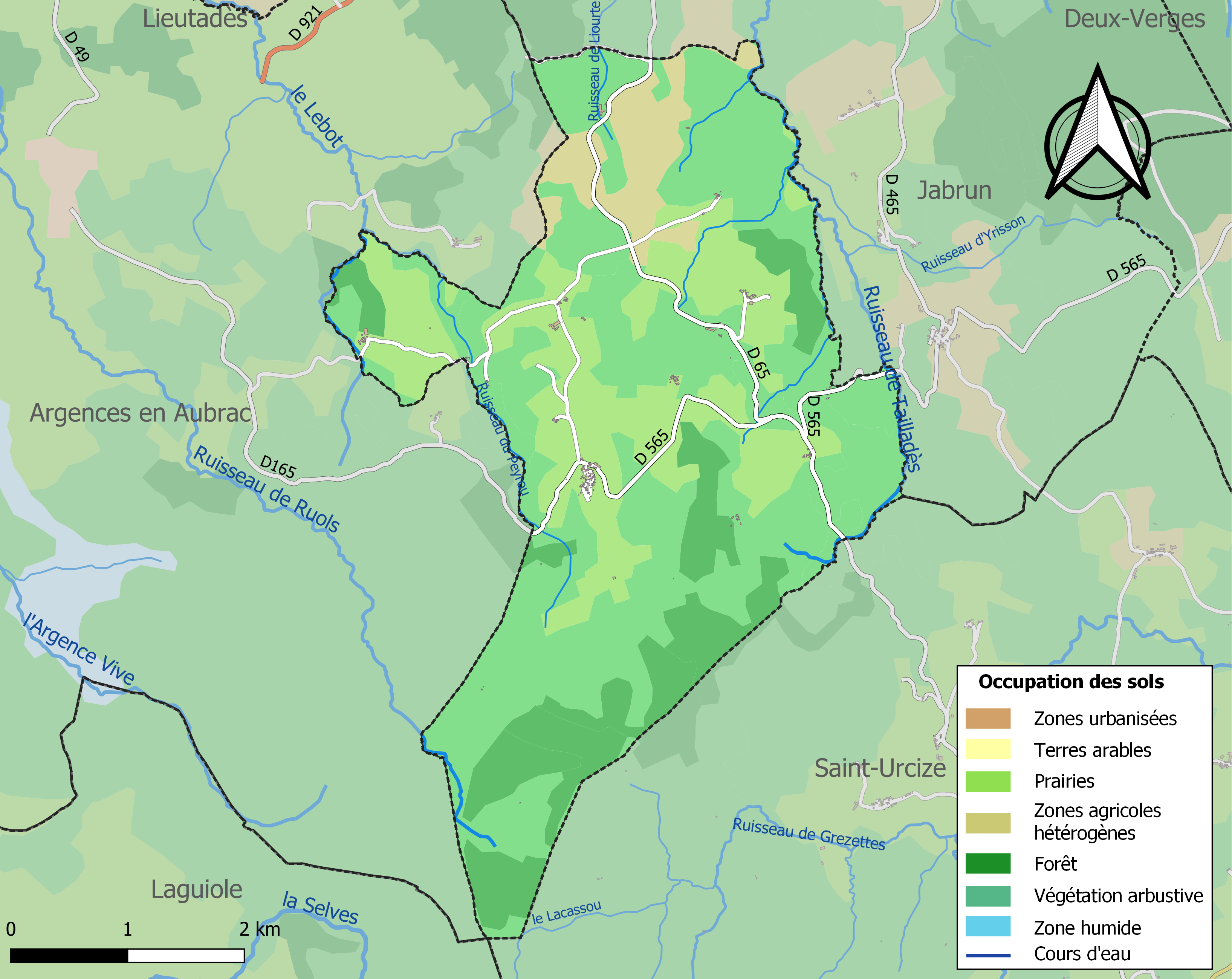
Carte des infrastructures et de l'occupation des sols de la commune en 2018 (CLC).

### Habitat et logement
En 2018, le nombre total de logements dans la commune était de 68, alors qu'il était de 63 en 2013 et de 61 en 2008.
Parmi ces logements, 30,9 % étaient des résidences principales, 60,3 % des résidences secondaires et 8,8 % des logements vacants. Ces logements étaient pour 100 % d'entre eux des maisons individuelles et pour 0 % des appartements.
Le tableau ci-dessous présente la typologie des logements à La Trinitat en 2018 en comparaison avec celle du Cantal et de la France entière. Une caractéristique marquante du parc de logements est ainsi une proportion de résidences secondaires et logements occasionnels (60,3 %) supérieure à celle du département (20,4 %) et à celle de la France entière (9,7 %). Concernant le statut d'occupation de ces logements, 81 % des habitants de la commune sont propriétaires de leur logement (95,2 % en 2013), contre 70,4 % pour le Cantal et 57,5 pour la France entière.
| Typologie                                               | La Trinitat | Cantal | France entière |
| ------------------------------------------------------- | ----------- | ------ | -------------- |
| Résidences principales (en %)                           | 30,9        | 67,7   | 82,1           |
| Résidences secondaires et logements occasionnels (en %) | 60,3        | 20,4   | 9,7            |
| Logements vacants (en %)                                | 8,8         | 11,9   | 8,2            |

## Histoire
Située à une altitude de 1209 mètres, sur la route de Saint-Urcize à Lacalm, cette commune est la plus élevée du canton. Son église (inscrite au titre des monuments historiques), de style roman, surmontée d’un clocher à peigne, est dédiée à la Sainte-Trinité. C’était jadis un prieuré dépendant de l'abbaye de Montsalvy. À l'intérieur de l’église figure une très belle statue en bois polychrome représentant la Sainte-Trinité. En 1522, Pierre Gautier était curé du village. En 1303, Frère Pierre de Veirière était prieur du lieu, de même que Gilbert de Saignes, vers 1610. Sur la place du village, on peut admirer un élégant calvaire finement sculpté et découvrir un magnifique panorama sur les monts du Cantal.
La seigneurie de La Trinitat faisait autrefois partie de la baronnie de Saint-Urcize. En 1675, François de Montvallat était seigneur en partie de La Trinitat, ces terres provenant de sa mère, Marguerite de Monboissier-Beaufort-Canilhac.
À Montfol, s’élevait autrefois un fort qu’en 1270 Déodat de Canillac reconnaissait tenir de Béraud de Mercœur. En 1669, François de Vèze qui possédait également le hameau des Issendous, était seigneur de Montfol. À l'emplacement de l'ancien château féodal, on peut maintenant découvrir un bel ensemble de bâtiments agricoles du XVIIIe siècle.

## Politique et administration
| Période                                  | Période  | Identité     | Étiquette | Qualité              |
| ---------------------------------------- | -------- | ------------ | --------- | -------------------- |
| Les données manquantes sont à compléter. |          |              |           |                      |
| avant 2002                               | En cours | André Jugieu | LR        | Agriculteur retraité |

## Démographie
L'évolution du nombre d'habitants est connue à travers les recensements de la population effectués dans la commune depuis 1793. Pour les communes de moins de 10 000 habitants, une enquête de recensement portant sur toute la population est réalisée tous les cinq ans, les populations de référence des années intermédiaires étant quant à elles estimées par interpolation ou extrapolation. Pour la commune, le premier recensement exhaustif entrant dans le cadre du nouveau dispositif a été réalisé en 2007.

En 2022, la commune comptait 51 habitants, en évolution de +4,08 % par rapport à 2016 (Cantal : −1,08 %, France hors Mayotte : +2,11 %).
| 1793 | 1800 | 1806 | 1821 | 1831 | 1836 | 1841 | 1846 | 1851 |
| ---- | ---- | ---- | ---- | ---- | ---- | ---- | ---- | ---- |
| 450  | 344  | 501  | 293  | 320  | 336  | 360  | 336  | 312  |

| 1856 | 1861 | 1866 | 1872 | 1876 | 1881 | 1886 | 1891 | 1896 |
| ---- | ---- | ---- | ---- | ---- | ---- | ---- | ---- | ---- |
| 296  | 297  | 306  | 295  | 313  | 315  | 304  | 268  | 259  |

| 1901 | 1906 | 1911 | 1921 | 1926 | 1931 | 1936 | 1946 | 1954 |
| ---- | ---- | ---- | ---- | ---- | ---- | ---- | ---- | ---- |
| 242  | 289  | 250  | 199  | 184  | 222  | 189  | 207  | 176  |

| 1962 | 1968 | 1975 | 1982 | 1990 | 1999 | 2006 | 2007 | 2012 |
| ---- | ---- | ---- | ---- | ---- | ---- | ---- | ---- | ---- |
| 152  | 118  | 77   | 58   | 63   | 62   | 45   | 43   | 48   |

| 2017 | 2022 | - | - | - | - | - | - | - |
| ---- | ---- | - | - | - | - | - | - | - |
| 48   | 51   | - | - | - | - | - | - | - |

## Culture locale et patrimoine

### Lieux et monuments
- Église de la Sainte-Trinité  Inscrit MH (1937)[16]